# Constantin Ionescu Gulian
Articolul se referă la filozoful și politicianul comunist român.  Pentru alte utilizări, vedeți Constantin Ionescu (dezambiguizare).
Constantin Ionescu Gulian (pe numele său complet Constantin Henri Ionescu-Gulian, n. 22 aprilie 1914, București - 21 august 2011) a fost un filosof evreu român, comunist , membru titular al Academiei Române, din 1955.

## Biografie
A studiat la Sorbona și a fost membru al Asociației sociologilor de limba franceză.
În Germania, el a fost membru al Comisiei de marxism din Heidelberg. Cartea sa despre antropologia filozofică marxistă a apărut în Franța în trei ediții, în același timp fiind tradus în spaniolă, portugheză și germană, existând chiar și o ediție mexicană. Renumita sa Monografie Hegel a fost editată și în Uniunea Sovietică (Moscova, 1962-1963).
În anul 1964, academicianului Constantin Ionescu-Gulian i s-a conferit „Ordinul Muncii” clasa I.
Vladimir Tismăneanu citează o apreciere a lui Sorin Lavric, care se referă la C. Ionescu-Gulian, încă membru al Academiei Române, poreclit cândva „academicuțul Nulian”.
În 1957, academicianul C.I. Gulian a publicat un studiu pe tema fatalismului, proclamând: „Poporul român – ca toate popoarele – are față de moarte o atitudine firească, sănătoasă, considerând-o drept un fenomen natural, pe care experiența sa milenară de viață l-a integrat prin legea firii (…). Poporul nici nu se resemnează, nici nu primește cu bucurie moartea; el o acceptă numai, ca pe un fenomen firesc… A ști că moartea e un fenomen firesc și a accepta fenomenul ca o lege a firii este cu totul altceva decât dorința de moarte și glorificarea morții, pe care o predică ideologia burgheză în descompunere”.
După ce fusese „scuturat” într-un discurs al lui Leonte Răutu, C.I.Gulian s-a metamorfozat într-un instrument docil. Gulian a fost cel ce i-a „demolat” pe Titu Maiorescu și pe Eugen Lovinescu în perioada proletcultistă a regimului comunist din România.

## Decorații
- Ordinul „23 August” clasa a IV-a (12 august 1959) „pentru activitate rodnică în dezvoltarea științei și culturii din Republica Populară Romînă”[11]
- Ordinul „Steaua Republicii Populare Romîne” clasa a IV-a (18 august 1964) „pentru merite deosebite în opera de construire a socialismului, cu prilejul celei de a XX-a aniversări a eliberării patriei”[12]
- Ordinul „Meritul Științific” clasa a II-a (26 septembrie 1966) „pentru merite deosebite în activitatea științifică, cu prilejul Centenarului Academiei Republicii Socialiste România”[13]

## Scrieri
- Introducere în etica nouă, Editura de Stat, 1946.
- Introducere in sociologia culturii, Editura de Stat, 1947.
- Aristotel, Editura de Stat pentru Literatura Stiintifica si Didactica, București, 1951
- Gandirea social-politica a lui Nicolae Balcescu, Editura pentru Literatura Politica, București, 1954
- Sensul vietii in Folclorul rominesc, Editura de Stat pentru Literatura si Arta, București, 1957
- Goethe și problemele filozofiei, Editura Stiintifica, București, 1957
- Metoda si sistem la Hegel, Editura Academiei R.S. România, București, 1957; 1963 (2 vol.)
- Marxismul si antropologia filozofica: actualitatea problemei omului, București, 1964
- Despre cultura spirituala a popoarelor africane, Editura Stiintifica, București, 1964
- Problematica omului (Eseu de antropologie filozofica), Editura Politica, București, 1966
- Hegel, Marx, Lenin und die Fragen der Kulturphilosophie, Editura Academiei R.S. România, București, 1966
- Antologia gîndirii românesti: secolele XV-XIX; C I. Culian, N. Ghita, C. Gogoneata ...Vol. 1-2, Editura Politica, București, 1967
- Omul in folclorul african, Editura pentru Literatura Universala, București, 1967
- Istoria umanismului si geneza culturii, Editura Academiei R.S. România, București, 1967
- Originile umanismului si ale culturii, Editura Academiei R.S. România, București, 1967
- Probleme de perspectiva ale teoriei culturii, Editura Academiei R.S. România, București, 1967
- Mit si cultura, Editura Politica, București, 1968
- Hegel sau filosofia crizei, Editura Academiei R.S. România, București, 1970
- Aspecte din filozofia contemporana; H. Wald, Al. Boboc si C. I. Gulian; Editura Academiei R.S. România, București, 1970
- Istoria, omul si cultura, Editura Politica, București, 1970
- Antropologie filozofica, Editura Politica, București, 1972
- Problematica omului si existentialismul contemporan, Editura Politica, București, 1973
- Versuch einer marxistischen philosophischen Anthropologie, Darmstadt, Neuwied, Luchterhand, 1973
- Introducere în istoria filosofiei moderne, Editura Enciclopedică Română, București, 1974
- Bazele istoriei și teoriei culturii, Editura Academiei R.S. România, București, 1975
- Marxism și structuralism, Editura Politică, București, 1976
- Structura și sensul culturii: (contributii la istoria ideilor contemporane), Editura Politică, București, 1980
- Hegel, Editura Științifică și Enciclopedică, București, 1981
- Lumea culturii primitive, Editura Albatros, București, 1983
- Antropologia politica si geneza ideologiilor, Editura Politică, București, 1984
- Axiologie și istorie: de la Zaratkustra la Hegel, Editura Academiei R.S. România, București, 1987
- Axiologie și istorie în gândirea contemporană, Vol.1., Editura Academiei Române, București, 1991
- Hegel. Tînarul Nietzsche. Mircea Eliade, teoretician si istoric al religiilor: eseuri de istoria gindirii, Editura Academiei, București, 1992
- Nietzsche, Vol.1, Editura Academiei Române, București, 1994.
- Istoria religiilor în lumina filosofiei: teoria sociala si istoria religiilor, Editura Institutului de Teorie Sociala, București, 1997